# Jehan de Baenst
Jehan de Baenst (ca. 1530 - Brugge, 25 juli 1575) was burgemeester van Brugge.

## Levensloop
Jehan of Jan de Baenst was de tweede van de vijf kinderen van Joos de Baenst († 1515) en Charlotte de Thiant († 1523). 
In 1542 was hij, samen met zijn broer Frans, page van Maria van Hongarije. In 1549 was hij luitenant van de opperjachtmeester van Vlaanderen. In 1551 erfde hij van zijn zus Helena verschillende landerijen in poldergebieden. 
In 1555 was hij een van de afgevaardigden van Brugge bij de troonsafstand van Keizer Karel V op 23 oktober 1555 in Brussel.
In 1559 kocht hij de ammanie, het kasteel en het leenhof van Snellegem. Het kasteel werd bewoond door een huisbewaarder en ander personeel. Hij was eigenaar van meer dan 200 ha. gelegen in verschillende polders. Deze gronden had hij in 1551 geërfd, terwijl zijn zus Helena, die getrouwd was met Lodewijk van Gistel, een zelfde hoeveelheid poldergronden erfde.
In 1561 trouwde hij in Leuven met Maria van Schoonhove (†1597), dochter van ridder Olivier van Schoonhove, heer van Nieuwrode en van Anna de Harchies. Het echtpaar bleef kinderloos.
Jehan de Baenst was voogd van het Brugse Magdalenahospitaal. Hij was ook hoofdman van de Broederschap van Sint-Joris.
Hij overleed tijdens de uitoefening van zijn ambt als burgemeester en werd opgevolgd door eerste schepen Gabriël de la Coste. Hij werd begraven in de Sint-Donaaskerk. Zijn weduwe ging in Leuven wonen en overleed er, twintig jaar later. Ze werd begraven in de parochiekerk van Sint-Kwintens in Leuven, waar ook haar moeder begraven was.
Het ontberen van nakomelingen maakte dat hij zowel bij leven als bij middel van zijn testament vrijgevig was, in de eerste plaats voor de kinderen van zijn zus Helena en van haar echtgenoot Lodewijk van Gistel. Onder die kinderen bevond zich zijn testamentuitvoerder Karel van Gistel, heer van Proven en soeverein-baljuw van Vlaanderen.
In zijn testament was hij gul voor zijn dienstpersoneel, voor de kapelaan van de Onze-Lieve-Vrouwekerk en de pastoor van  Sint-Donaaskerk, voor instellingen zoals de Brugse armenscholen, de Berg van Barmhartigheid, de Brugse gevangenis of Doncker Camere, voor de vier bedelorden en voor de cellebroeders, voor een half dozijn vrouwenkloosters, voor zijn artsen Frans Rapaert en Robert Sanders.

## Stadsbestuur
Van 1553 tot 1575 was De Baenst lid van het stadsbestuur van Brugge:
- 1553-1555: burgemeester van de raadsleden,
- 1555-1556: burgemeester van de schepenen,
- 1560-1562: burgemeester van de schepenen,
- 1564-1567: burgemeester van de schepenen,
- 1574-1575: burgemeester van de schepenen.

## Bron
- Stadsarchief Brugge, Lijst van de Wetsvernieuwingen.